# Willem Smit (politicus)

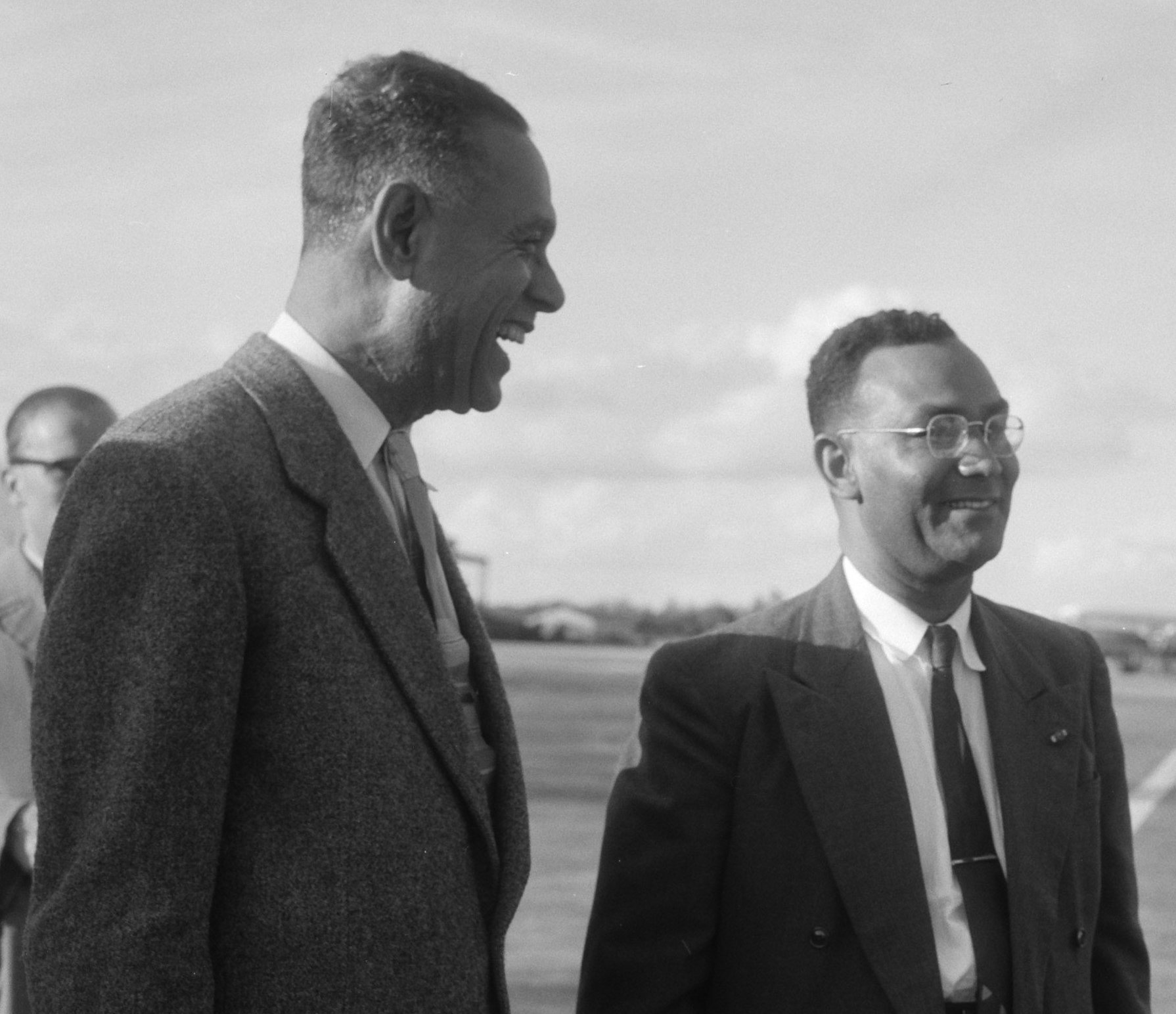
Minister W.G.H.C.J. Smit (links) met premier J.H.E. Ferrier (1957)

Willem Gustaaf Herman Christiaan Jacob Smit (Marowijne, 9 februari1897 – Hilversum, 14 maart 1960) was een Surinaams politicus.
Smit was gouvernementsaccountant in Suriname en lid van de Raad van Advies. In april 1948 werd het bestuur van Suriname herzien met de instelling van het College van Bijstand. Smit werd lid van dat college met Financiën in zijn portefeuille. In verband met een nieuwe Staatsregeling werd dat college op 25 juni 1948 hernoemd naar het College van Algemeen Bestuur (CAB). In december van dat jaar verliet hij dat college waarna hij hoofd werd van een belastingconsulentenkantoor.
In het Nederlandse Haarlem ging hij van zijn pensioen genieten maar in 1955 verzocht de Progressieve Surinaamse Volkspartij (PSV) hem om terug te komen naar Suriname om daar minister van Financiën te worden. Hij reageerde positief op dat verzoek en was na het vertrek in april 1956 van Ashruf Karamat Ali ook nog ongeveer een jaar waarnemend minister van Justitie en Politie. Na de Statenverkiezingen van juni 1958 keerde hij terug naar Nederland waar hij in 1960 op 63-jarige leeftijd overleed.